# Poyanne
Poyanne (okzitanisch: Poiana) ist eine französische Gemeinde mit 697 Einwohnern (Stand: 1. Januar 2022) im Département Landes in der Region Nouvelle-Aquitaine (vor 2016: Aquitanien). Sie gehört zum Arrondissement Dax und zum Kanton Coteau de Chalosse. Die Bewohner nennen sich Poyannais.

## Geografie
Die Gemeinde Poyanne liegt im Norden der Landschaft Chalosse, etwa 19 Kilometer ostnordöstlich von Dax. Der Fluss Adour begrenzt die Gemeinde im Norden, der Fluss Louts im Süden. Umgeben wird Poyanne von den Nachbargemeinden Gouts im Norden und Nordosten, Laurède im Osten, Lourquen im Südosten, Nousse im Süden, Gamarde-les-Bains im Südwesten, Saint-Geours-d’Auribat im Westen sowie Onard im Nordwesten.

## Bevölkerungsentwicklung
| Jahr                       | 1962 | 1968 | 1975 | 1982 | 1990 | 1999 | 2011 | 2021 |
| -------------------------- | ---- | ---- | ---- | ---- | ---- | ---- | ---- | ---- |
| Einwohner                  | 650  | 645  | 584  | 542  | 516  | 517  | 634  | 695  |
| Quellen: Cassini und INSEE |      |      |      |      |      |      |      |      |

## Sehenswürdigkeiten

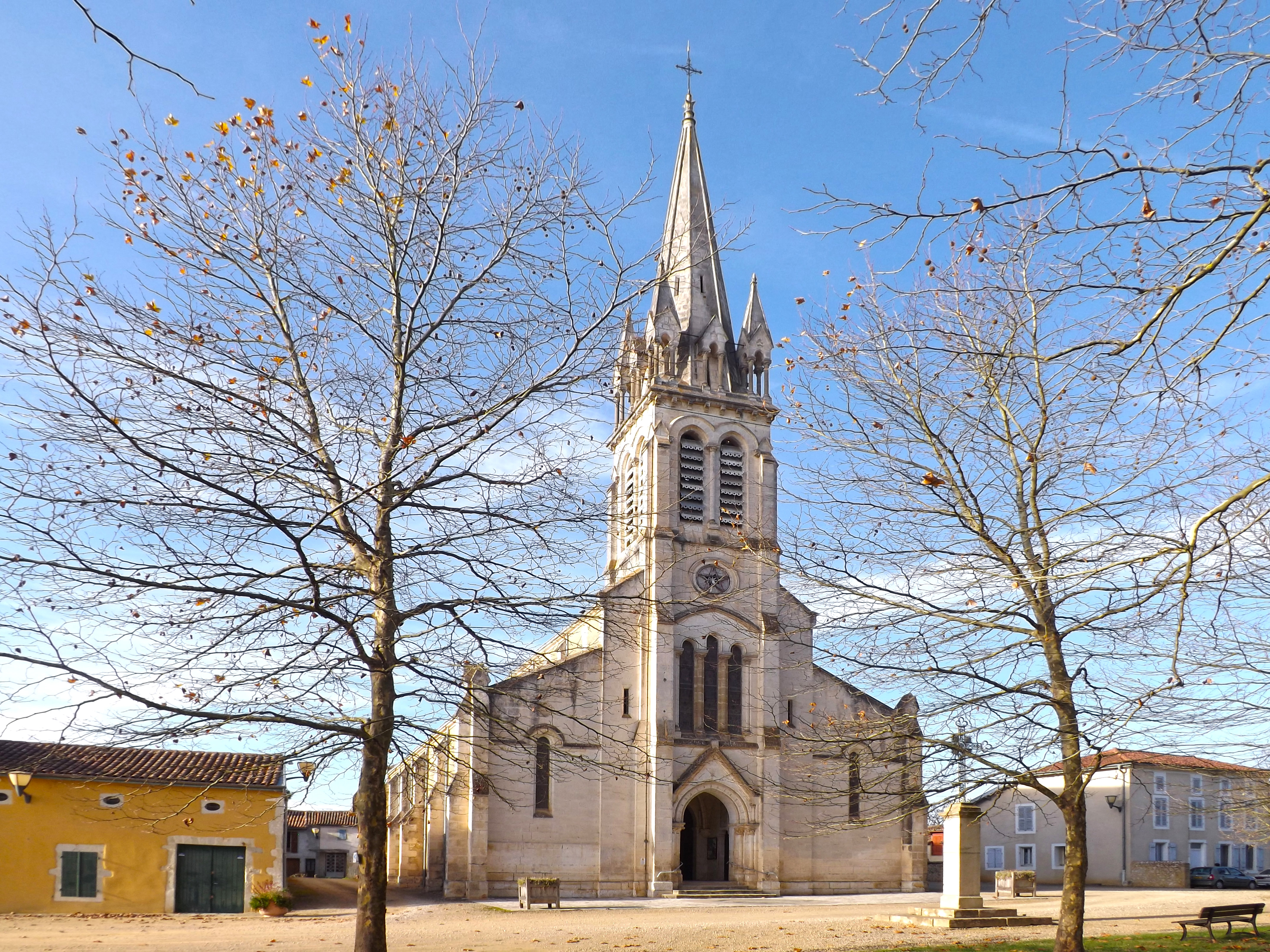
Kirche Saint-Barthélemy
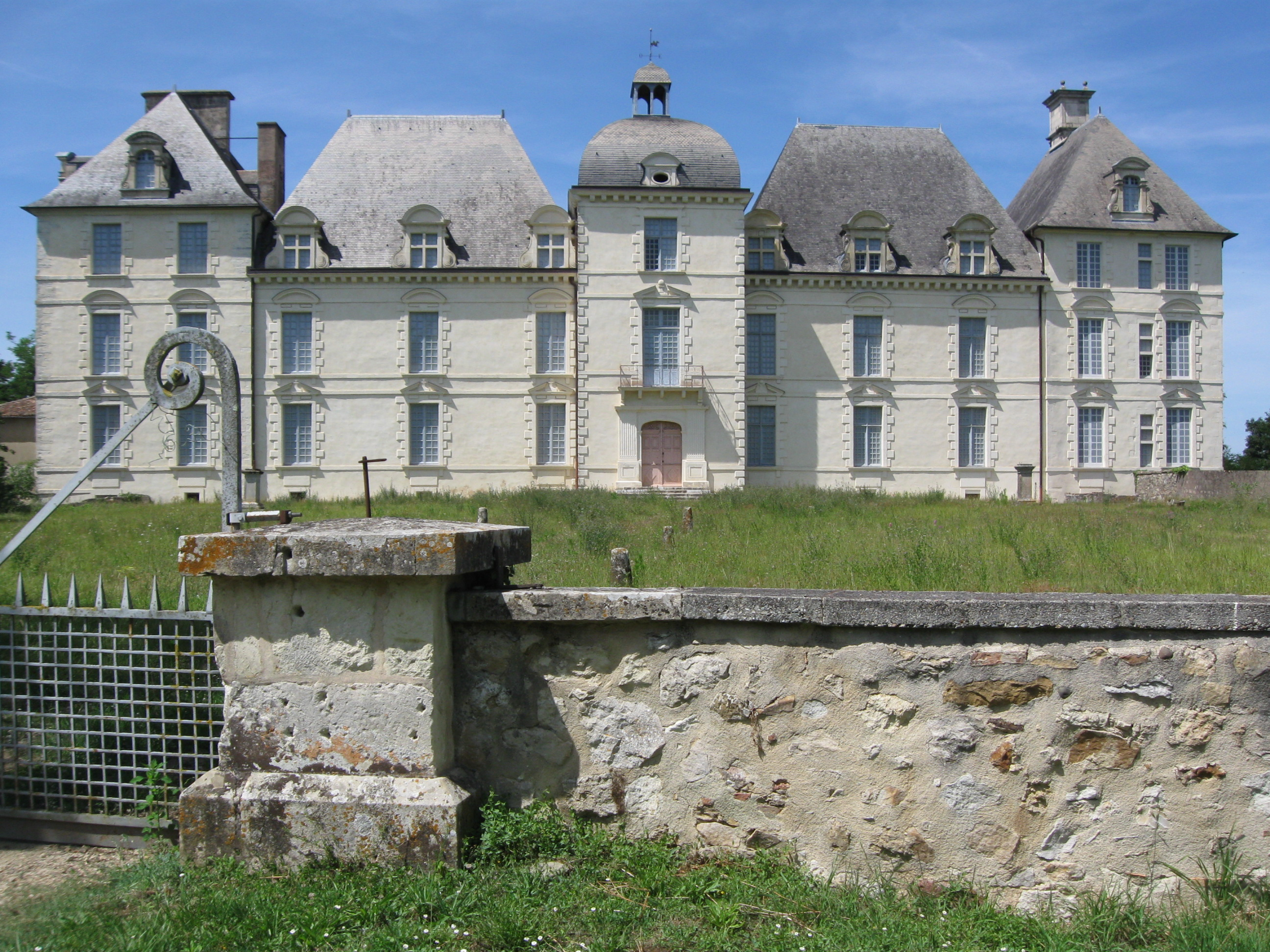
Schloss Poyanne (von 1936 bis 1985 Kloster der Benediktinerinnen der heutigen Abtei Eyres-Moncube Saint-Eustase)
- Wasserturm

- Kirche Saint-Barthélemy
- Schloss Poyanne